# Chlorurus sordidus
Chlorurus sordidus · Poisson-perroquet brûlé(m), Poisson-perroquet grenat(f)
Espèce
Statut de conservation UICN

 LC  : Préoccupation mineure

Chlorurus sordidus, communément nommé Poisson-perroquet brûlé pour le mâle et Poisson-perroquet grenat pour la femelle, est une espèce de poisson marin de la famille des Scaridae.

## Description et caractéristiques
Sa taille maximale est de 40 cm.

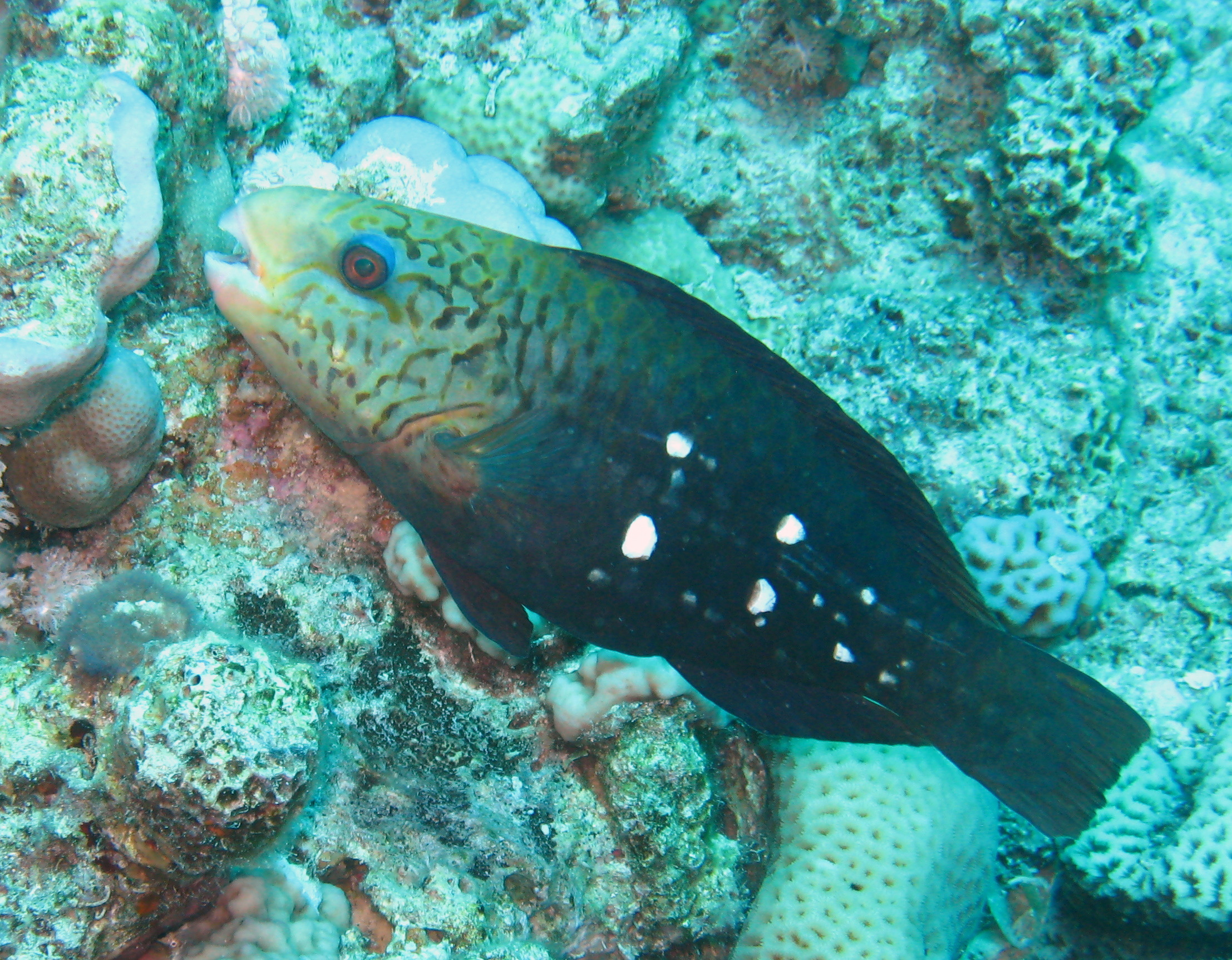
Juvenile
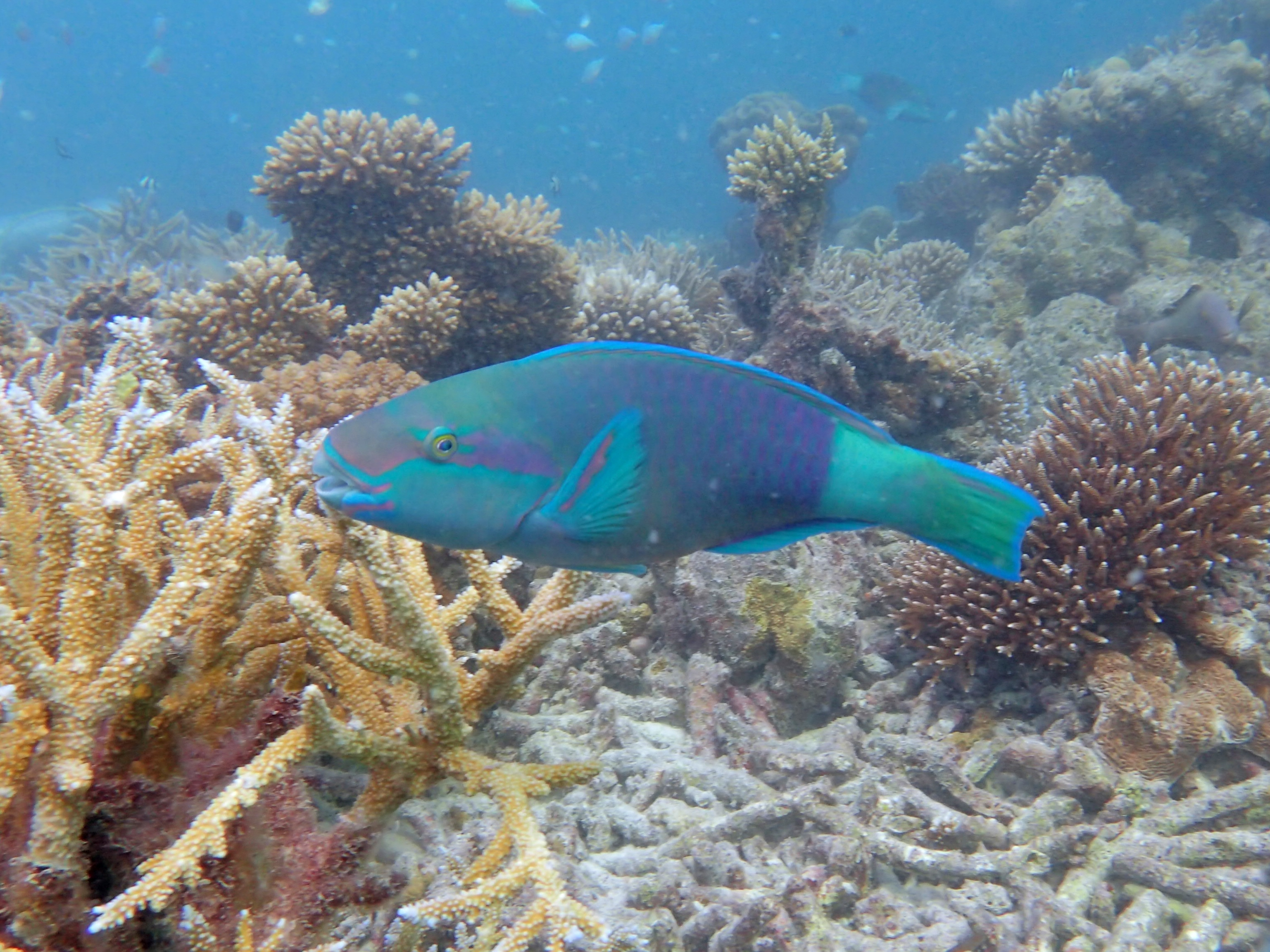
Adulte
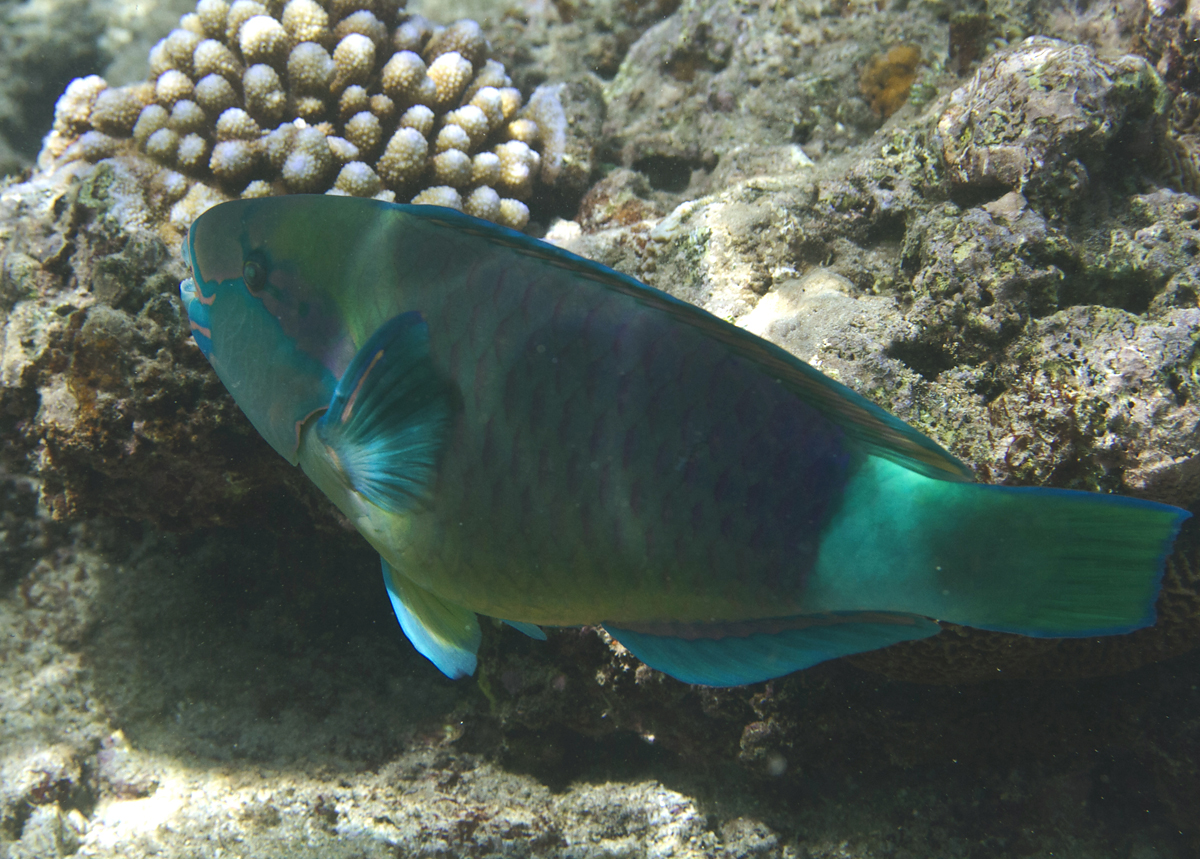

## Habitat et répartition
Le Poisson-perroquet brûlé ou grenat est présent dans les eaux tropicales de la région Indo-Pacifique, Mer Rouge incluse.

## Synonymes
Cette espèce a un nombre important de synonymes :
- Callyodon albipunctatus Seale, 1910
- Callyodon bipallidus Smith, 1956
- Callyodon cyanogrammus Jordan & Seale, 1901
- Callyodon erythrodon (Valenciennes, 1840)
- Callyodon margaritus (Cartier, 1874)
- Callyodon rostratus Seale, 1910
- Callyodon sordidus (Forsskål, 1775)
- Pseudosarus troschellii flavoguttata Steindachner, 1887
- Pseudoscarus goldiei Macleay, 1883
- Pseudoscarus margaritus Cartier, 1874
- Pseudoscarus platodoni Seale, 1901
- Pseudoscarus vitriolinus Bryan, 1906
- Scaridea leucotaeniata Fowler, 1944
- Scarus celebicus Bleeker, 1854
- Scarus erythrodon Valenciennes, 1840
- Scarus gymnognathos Bleeker, 1853
- Scarus margaritus (Cartier, 1874)
- Scarus mentalis Valenciennes, 1840
- Scarus nigricans Valenciennes, 1840
- Scarus purpureus Valenciennes, 1840
- Scarus sordidus Forsskål, 1775
- Scarus spilurus Valenciennes, 1840
- Scarus sumbawensis Bleeker, 1848
- Scarus variegatus Valenciennes, 1840
- Xanothon bipallidus (Smith, 1956)
- Xanothon erythrodon (Valenciennes, 1840)
- Xanothon margaritus (Cartier, 1874)